# Michael F. Doyle
Michael F. Doyle, Mike Doyle (ur. 5 sierpnia 1953) – amerykański polityk, członek Partii Demokratycznej. Od 1995 roku jest przedstawicielem stanu Pensylwania w Izbie Reprezentantów Stanów Zjednoczonych, najpierw z osiemnastego, od 2003 z czternastego okręgu wyborczego, a od 3 stycznia 2019 ponownie osiemnastego okręgu. Urzędowanie zakończył 31 grudnia 2022.